# Барбус родезійський
Барбус родезійський, також барбус синьоштриховий, барбус африканський лускатий (Enteromius fasciolatus) — риба родини коропові (Cyprinidae). Поширений у тропічних прісних водах Африки: Кунене, Окаванго, басейн верхньої та середньої Замбезі, Кафуе включно. У річках Луапула і Луонго і в озері Бангвеулу в басейні верхнього Конго. Також поширений в озері Кариба. Відомий об'єкт акваріумістики, сягає довжини 6 см.